# Соболев, Николай Сергеевич
Николай Сергеевич Соболев (род. 8 января 1996, пос. Новобурейский, Амурская область, Россия) — российский военнослужащий, майор, командир мотострелкового батальона 252-го гвардейского мотострелкового полка 3-й мотострелковой дивизии 20-й гвардейской общевойсковой армии Западного военного округа. Герой Российской Федерации (2024).

## Биография
Родился 8 января 1996 года в посёлке городского типа Новобурейский Амурской области в семье военнослужащих.
Детство проходило в военных гарнизонах Амурской и Еврейской автономной областях, в том числе в Республике Якутия. В Якутии Соболев учился в средней общеобразовательной школе № 3 до 2011 года. Занимался спортом, тяжёлой атлетикой, плаванием, дайвингом.
С 2013 года Соболев в Вооружённых силах Российской Федерации. Являлся курсантом Дальневосточного высшего общевойскового командного училища, которое окончил в 2017 году и был распределён в 20-ю гвардейскую общевойсковую армию Западного военного округа. Служил в 252-м гвардейском мотострелковом полку 3-й мотострелковой дивизии. В своё время начинал служить в качестве командира миномётного взвода, а почти через год дошёл до командира роты.
Участник военной операции России в Сирии, выезжал в командировку (и) в 2021—2022 годах. Участник вооружённого вторжения России на Украину, продолжает нести службу в своей части.

## Звания и награды
- Герой Российской Федерации (Указом Президента Российской Федерации «закрытым» от 15 февраля 2024 года гвардии майору Соболеву Николаю Сергеевичу присвоено звание Героя Российской Федерации с вручением знака особого отличия — медали «Золотая Звезда»)[5][неавторитетный источник][8][9].
- Орден Мужества (два).
- Медаль «За отвагу».
- Другие награды.